# Michael Pedersen Friis

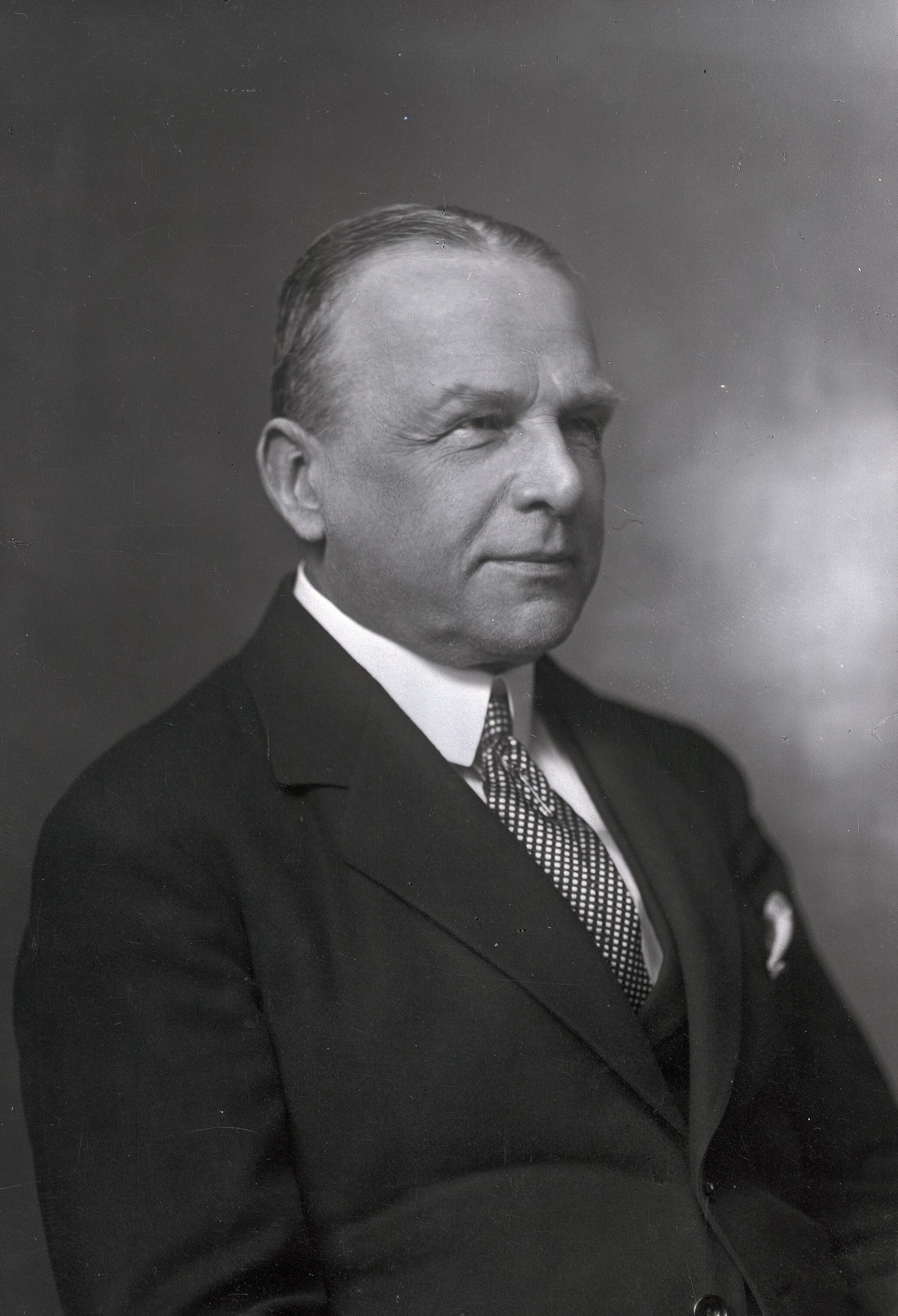
Michael Pedersen Friis.

Michael Pedersen Friis (Odense, 22 oktober 1857 - Kopenhagen, 24 april 1944) was een Deens politicus en eerste minister.

## Levensloop
Friis behaalde een diploma in de rechten aan de Universiteit van Kopenhagen en was oorspronkelijk journalist. Van 1904 tot 1911 was hij departementshoofd op het ministerie van Justitie en daarna was hij tot in 1923 lid van de Overformynderiet, een openbare instantie die zich om het Deense rechtssysteem bekommerde. In die hoedanigheid was hij tijdens de Eerste Wereldoorlog voorzitter van de Buitengewone Commissie voor Gerechtelijke en Administratieve Hervormingen. Vanaf 1923 was hij voorzitter van de Overformynderiet en nadien was hij van 1928 tot 1936 voorzitter van de Overfredningsnævnet, een andere gerechtelijke instantie.
In de zogenaamde Paascrisis van 1920 liepen de gemoederen hoog op tussen koning Christiaan X en de regering. De koning was niet tevreden over de hoeveelheid land dat Denemarken na het referendum in Sleeswijk had teruggekregen en premier Carl Theodor Zahle nam na een hevige discussie met hem ontslag. De koning ontsloeg daarna de overige ministers en benoemde op 29 maart 1920, zonder toestemming van de Folketing, Otto Liebe tot eerste minister, met de opdracht om zo snel mogelijk verkiezingen uit te schrijven. Diens conservatief georiënteerde regering kreeg de explosieve situatie in Denemarken echter niet onder controle; de koning kreeg het verwijt dat hij de grondwet had overtreden en er werd met een algemene staking gedreigd. Op 4 april werd het kabinet van Otto Liebe ontslagen en een dag later benoemde de koning Friis tot eerste minister en minister van Defensie. Hij kreeg de opdracht om verkiezingen uit te schrijven en om de overdracht van Noord-Sleeswijk aan Denemarken voor te bereiden. Friis bleef in functie tot en met 5 mei 1920, toen hij werd opgevolgd door Niels Neergaard, die een liberaal kabinet had gevormd.